# Fiat Palio Elétrico
La Fiat Palio Elétrico est une version de la gamme Fiat Palio Weekend brésilienne, présentée en 2009, conçue et réalisée en collaboration avec l'entreprise d'électricité brésilienne Itaipu Binational et la société suisse KWO. L'étude a débuté en 2006 et lors de sa présentation officielle en présence du Président de la République du Brésil, Lula, les 21 exemplaires fabriqués étaient en service auprès de la compagnie électrique dans les villes de São Paulo, Rio de Janeiro, Belo Horizonte, Curitiba et Foz do Iguaçu.

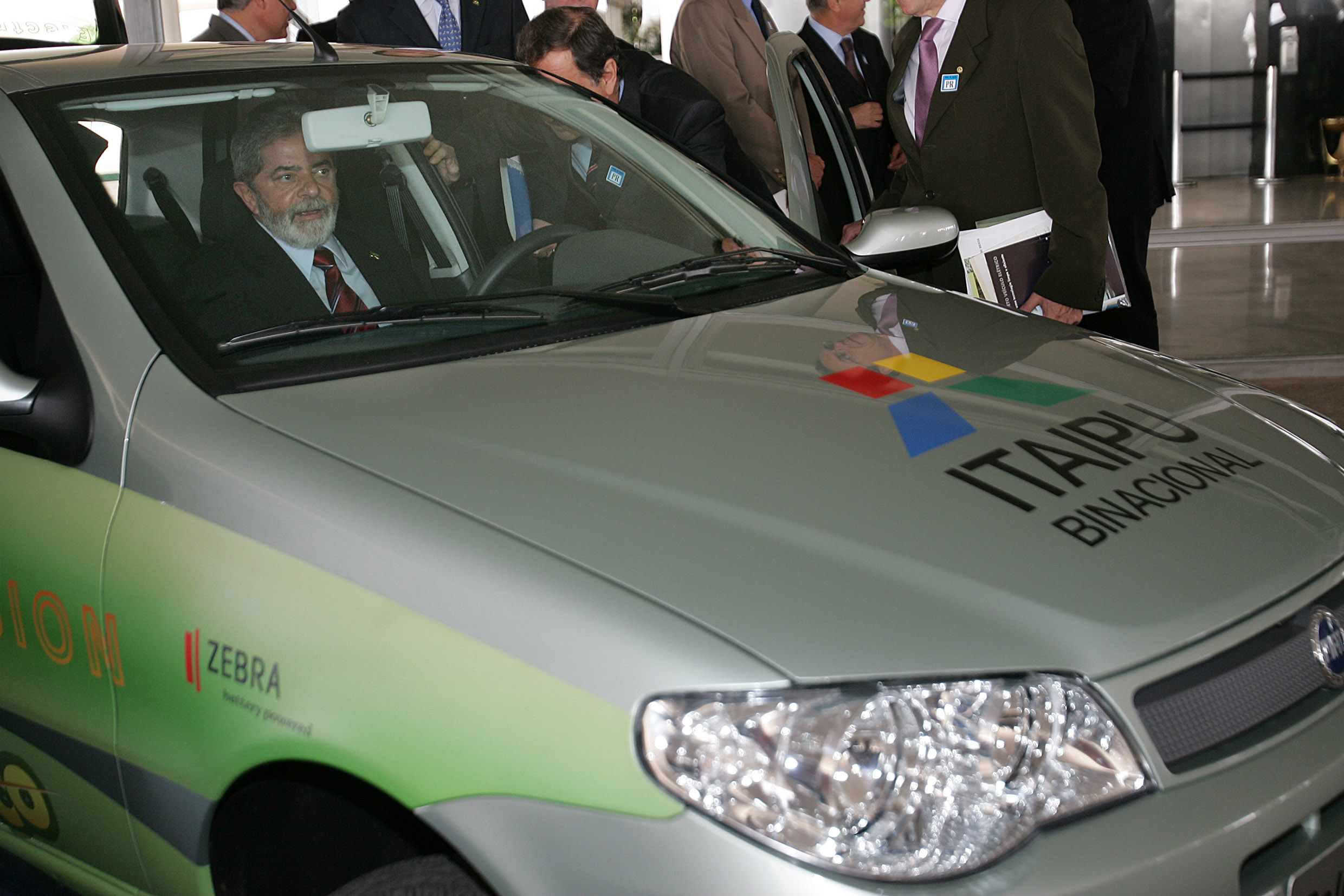
Le Président Luiz Inácio Lula da Silva à bord d'une Fiat Palio Elétrico lors de sa présentation officielle

## La Fiat Palio
La Fiat Palio est une automobile mondiale de la catégorie des citadines polyvalentes, du constructeur italien Fiat. Lancée en 1996 au Brésil, elle a été fabriquée dans 15 pays dans le monde et l'est encore en 2017 dans plusieurs d'entre eux. Produite à plus de 8 millions d'exemplaires, elle appartient à une gamme complète qui comprend :
- berline avec hayon et 5 portes : Palio,
- berline traditionnelle avec coffre et 4 portes : Siena ou Albea, Petra en Chine,
- break ou Station Wagon : Palio Weekend,
- pickup avec cabine simple ou double : Strada.

La notoriété et la longévité de cette gamme est due à la robustesse de l'ensemble, au prix d'achat serré ainsi qu'au faible coût d'entretien. Ces voitures ont largement participé à la motorisation de plusieurs pays dits en voie de développement. La version Weekend a également été commercialisée avec succès en Europe.

## La Fiat Palio Elétrico

### Caractéristiques techniques
- moteur électrique d'une puissance nominale de 15 kW, courant continu 72 V,
- vitesse maxi : 85 km/h,
- autonomie : 150 km véhicule chargé,
- batteries : nickel-cadmium,
- 12 modules de batteries de 6 V, capacité totale : 200 Ah, recharge complète en 8 heures,
- traction avant.

### Diffusion et utilisation
La Fiat Palio Weekend Elétrico, conçue et fabriquée au Brésil, a été destinée uniquement à usage professionnel pour les salariés de la compagnie d'électricité Itaipu Binational.